# Fredrik Sterner
Anders Fredrik Sterner (Leksand, 23 de noviembre de 1978) es un deportista sueco que compitió en snowboard. Ganó una medalla de plata en el Campeonato Mundial de Snowboard de 1999, en la prueba de halfpipe. Su hermano Magnus también compitió en snowboard.

## Medallero internacional
| Campeonato Mundial | Campeonato Mundial       | Campeonato Mundial | Campeonato Mundial |
| Año                | Lugar                    | Medalla            | Competición        |
| ------------------ | ------------------------ | ------------------ | ------------------ |
| 1999               | Berchtesgaden (Alemania) | Medalla de plata   | Halfpipe           |